# منصف متمدد
المنصف المتمدد هو المنصف الذي يزيد قياس عرضه عن 8 سم في تصوير الصدر بالأشعة السينية الخلفي الأمامي.

## الحالات المرتبطة
يمكن أن يكون المنصف المتمدد إشارة للعديد من الأمراض:
- أم الدم الأبهريةaneurysm[3]
- تسلخ الأبهر[4]
- تمدد الأبهري
- تضخم الغدد الليمفية النقيرية
- استنشاق الجمرة الخبيثة. تم اكتشاف المنصف المتمدد في 7 ضحايا من أول 10 ضحايا أصيبوا بالجمرة الخبيثة (بكتريا العصوية الجمرية) عام 2001م.[5]
- انثقاب المريء - يصاحبه عادة استرواح المنصف وانصباب جنبي. ويتم تشخيصه ببلع مادة تباين مذابة في الماء.
- الورم المنصفي
- التهاب المنصف
- الاندحاس القلبي[6]
- الانصباب التأموري
- كسر الفقرات الصدرية في حالات مرضى الصدمة.